# NGC 6729
NGC 6729 (nota anche come C 68) è una nebulosa a riflessione visibile nella costellazione della Corona Australe; è stata scoperta da Johann Friedrich Julius Schmidt nel 1860.

## Osservazione

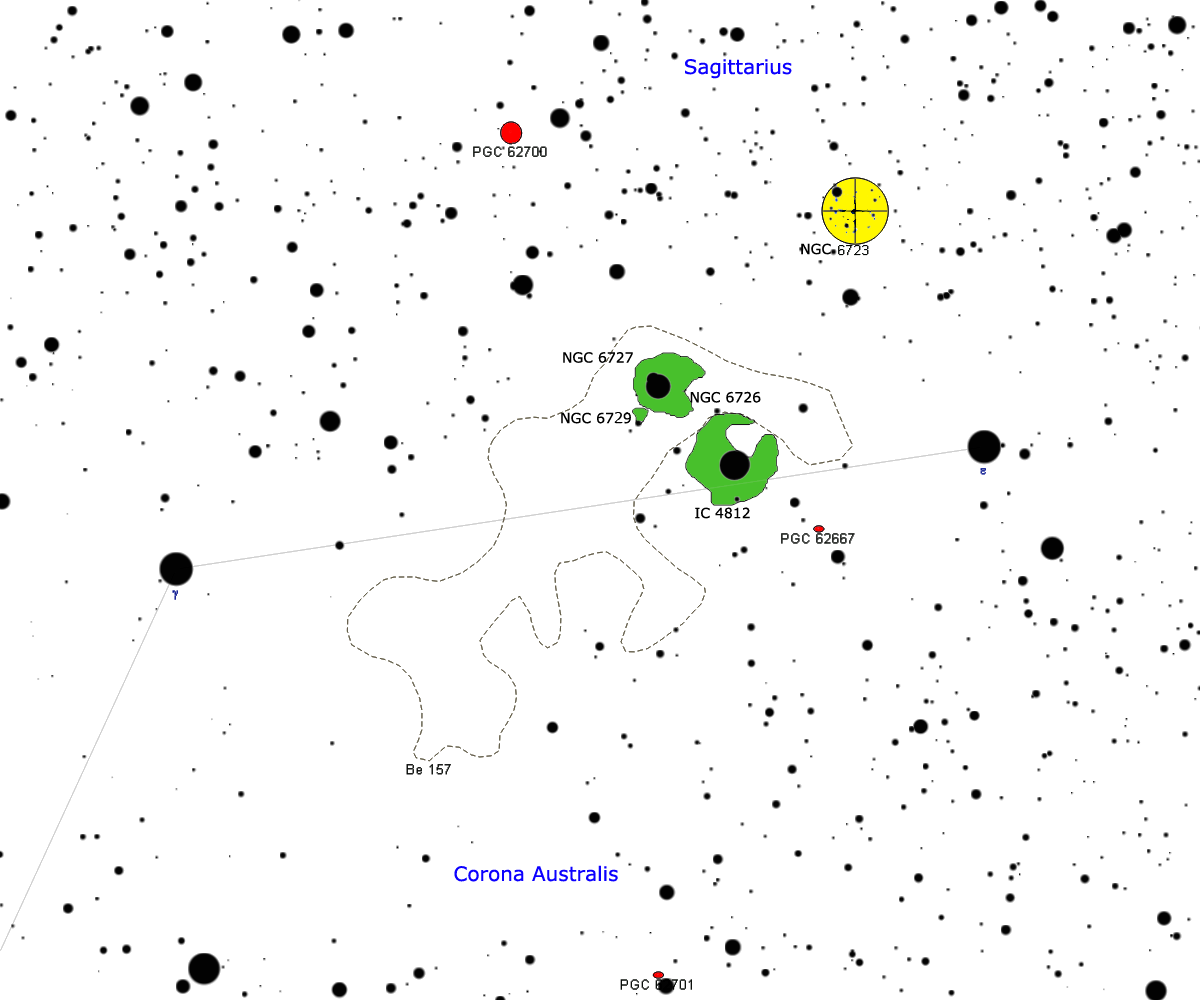
Mappa della regione di NGC 6729.

La nebulosa si individua sulla linea che congiunge le stelle γ Coronae Australis e ε Coronae Australis, entrambe di quinta magnitudine; la regione di cielo fra i due astri appare fortemente oscurata da polveri interstellari, su cui spiccano alcune nebulose brillanti, come NGC 6726 e NGC 6727. La nebulosa NGC 6729 è la più piccola del gruppo come dimensioni, ma si riconosce per la sua forma marcatamente triangolare più luminosa su un vertice, che la rende simile a una cometa. La sua luminosità è variabile, caratteristica che la fa assomigliare, oltre che per la forma, a NGC 2261, la Nebulosa variabile di Hubble. Nello stesso campo visivo è possibile inglobare anche l'ammasso globulare NGC 6723.
La sua declinazione è australe, ciò fa sì che sia ben osservabile specialmente dall'emisfero australe, dove la sua osservazione è notevolmente facilitata; dall'emisfero nord è visibile bassa sull'orizzonte meridionale solo a partire dalle latitudini mediterranee o poco più a nord, mentre nella fascia tropicale è ben osservabile. Il periodo più adatto per la sua osservazione nel cielo serale va da giugno a ottobre.

## Storia delle osservazioni
La nube sfuggì sia all'osservazione di John Herschel che a quella di James Dunlop; Albert Marth osservò quest'oggetto assieme a quelli vicini attorno al 1861, inserendoli in un catalogo che comprendeva 600 "nebulose" fino ad allora sconosciute. Julius Schmidt notò che la sua stellina centrale era in realtà una stella variabile, che fu catalogata in seguito come R Coronae Australis; inoltre notò che la luminosità della nube aumentava e diminuiva a seconda delle fasi del ciclo di variazione della sua stella centrale.

## Caratteristiche
NGC 6729 fa parte di una nube molecolare nota come Nube della Corona Australe. La nebulosa mostra variazioni nella sua luminosità anche solo in un periodo di 24 ore; la stella centrale, R Coronae Australis, è una variabile Orione, ossia una stella molto giovane, di classe spettrale A che oscilla fra la decima e la tredicesima magnitudine e che si trova nel vertice più luminoso della nebulosa. La regione di cielo in cui si trova NGC 6729 è intrisa di materiale interstellare non illuminato ed è monitorata e studiata a causa della presenza di alcune sorgenti infrarosse e di oggetti HH, prive di controparti in luce visibile; ciò è indice della presenza in un recente passato di fenomeni di formazione stellare. La presenza di tali fenomeni è ulteriormente confermata dalla scoperta, avvenuta nel 1984, di un piccolo ammasso aperto (l'Ammasso Coronet) di oggetti stellari giovani, poco distante da R Coronae Australis. La distanza del complesso è di circa 420 anni luce ed è dunque situato nel Braccio di Orione, sul suo bordo più interno.

### Opere generali
- (EN) Stephen James O'Meara, Deep Sky Companions: The Caldwell Objects, Cambridge University Press, 2003, ISBN 0-521-55332-6.
- A. De Blasi, Le stelle: nascita, evoluzione e morte, Bologna, CLUEB, 2002, ISBN 88-491-1832-5.

### Carte celesti
- (EN) Tirion, Rappaport e Lovi, Uranometria 2000.0 - Volume I - The Northern Hemisphere to -6°, Richmond, Virginia, USA, Willmann-Bell, inc., 1987, ISBN 0-943396-14-X.
- (EN) Tirion e Sinnott, Sky Atlas 2000.0, 2ª ed., Cambridge, USA, Cambridge University Press, 1998, ISBN 0-933346-90-5.
- (EN) Tirion, The Cambridge Star Atlas 2000.0, 3ª ed., Cambridge, USA, Cambridge University Press, 2001, ISBN 0-521-80084-6.